# Josephine Langford
Josephine Langford (sinh ngày 18 tháng 8 năm 1997) là một nữ diễn viên người Úc. Cô được biết đến nhiều nhất với vai chính Tessa Young trong sê-ri phim After (2019) (bao gồm các phần After We Collided, After We Fell, After Ever Happy). Cô cũng vào vai Emma Cunningham trong phim Moxie phát sóng trên Netflix đồng thời vào vai Zoey trong phim hài lãng mạn The Other Zoey của Netflix và Katy Gibson trong Gigi & Nate. Josephine Langford đã giành được Teen Choice Award với vai diễn Tessa.

## Sự nghiệp
Josephine Langford sinh ra ở Perth, Tây Úc và lớn lên ở Applecross là một vùng ngoại ô ven sông của Perth. Cô là con gái út của Stephen Langford là một bác sĩ và là giám đốc dịch vụ y tế của  Royal Flying Doctor Service of Australia và Elizabeth Green là một bác sĩ nhi khoa. Khi còn nhỏ, Langford đã bắt đầu yêu thích âm nhạc và chơi saxophone, violin và piano. Năm 2008, khi mới 10 tuổi, chính Langford đã viết và biểu diễn bài hát có tên "Shadows" cho một cuộc thi âm nhạc, bài hát này đã mang về cho cô danh hiệu "Bài hát của năm". Langford bắt đầu tham gia các lớp diễn xuất từ năm 13 tuổi. Năm 2012, cô bắt đầu tham gia các lớp diễn xuất tại Trường Điện ảnh Perth.
Năm 14 tuổi, cô bắt đầu góp mặt trong một số phim ngắn như Sex Ed (2013), Khi Biệt Ly (2013), Dòng Máu Giang Hồ (2014). Cô ra mắt lần đầu trên màn ảnh trong bộ phim Pulse (2017), được chiếu tại các liên hoan phim. Cô cũng đóng vai nữ diễn viên phụ cùng năm trong bộ phim kinh dị của Mỹ Wish Upon, diễn xuất cùng với Joey King. Vào tháng 7 năm 2018, Langford được chọn vào vai Tessa Young trong phim After (2019, dựa trên tiểu thuyết cùng tên năm 2014 (thuộc dòng tiểu thuyết dành cho người lớn mới) của Anna Todd. Phim được khởi chiếu vào năm 2019 và thu về 69,7 triệu đô la trên toàn thế giới. Josephine Langford đóng lại vai diễn trong phần tiếp theo, After We Collided, được phát hành vào tháng 9 năm 2020.